# Anton Palvadre
Anton Palvadre (* 13. Märzjul. / 25. März 1886greg. in Korijärve, damals Landgemeinde Sangaste, Gouvernement Livland; † 16. Januar 1942 im Gefangenenlager Sewurallag bei Soswa, Oblast Swerdlowsk, Sowjetunion) war ein estnischer Jurist und Politiker.

## Leben, Politik, Recht
Anton Palvadre wurde als eines von zehn Kindern eines Landwirts geboren. Sein Bildungsweg wurde stark von der orthodoxen Kirche gefördert. Zunächst besuchte er die klerikale Schule in Karula. Palvadre schloss dann 1906 das Geistliche Seminar (Рижская духовная семинария) in der livländischen Hauptstadt Riga ab. 1908 wurde er von den zaristischen Behörden wegen revolutionärer Umtriebe in Tartu und Riga inhaftiert.
1911 schloss Palvadre sein Studium der Rechtswissenschaft an der Universität im livländischen Tartu ab. Anschließend war er bis 1914 als Rechtsanwalt in Valga und Tallinn tätig. 1911/12 war er Mitglied des Stadtrats von Valga.
Palvadre nahm ab 1914 als Offizier am Ersten Weltkrieg teil. Von 1915 bis 1918 verbrachte er drei Jahre in deutscher Kriegsgefangenschaft.
1918 kehrte Palvadre nach Estland zurück, das im Februar seine Loslösung von Russland und die staatliche Souveränität ausgerufen hatte. Nach einer kurzen Zeit als Angestellter des neugegründeten Rechnungshofs engagierte sich Palvadre politisch in der jungen Republik. Er war ab 1919 einer der führenden Köpfe der Estnischen Sozialdemokratischen Arbeiterpartei (Eesti Sotsiaaldemokraatlik Tööliste Partei). Sie war die stärkste Kraft in der Verfassungsgebenden Versammlung der Republik Estland (Asutav Kogu). Palvadre gehörte dem führenden rechten Flügel der Partei an, der kommunistischen Ideen eine klare Absage erteilte.
Von Mai bis November 1919 war Palvadre Arbeits- und Sozialminister im Kabinett von Ministerpräsident Otto Strandman. Dasselbe Amt hatte er von November 1919 bis Juli 1920 im Kabinett von Ministerpräsident Jaan Tõnisson inne. Palvadre gehörte anschließend ab 1920 dem estnischen Parlament (Riigikogu) in der ersten und zweiten Legislaturperiode an sowie kurzzeitig in der dritten Legislaturperiode 1926. Er war lange Zeit Fraktionsvorsitzender der Sozialdemokraten. Daneben war er Chefredakteur der sozialdemokratischen Zeitung Sotsiaaldemokraat sowie Mitglied des Redaktionskollegiums der Zeitung Tulevik und der juristischen Fachzeitschrift Õigus. Von 1925 bis 1939 war der Dozent für Verwaltungsrecht an der Universität Tartu. 
1923 wurde Palvadre als Richter an den Staatsgerichtshof (Riigikohus) gewählt. Er hatte das Amt bis 1938 inne. Palvadre war Vorsitzender des Verwaltungssenats und von 1927 bis 1938 stellvertretender Vorsitzender des Staatsgerichtshofs. 
Mit Inkrafttreten der neuen Verfassung 1938, an der Palvadre in der Verfassungsgebenden Versammlung (Rahvuskogu) aktiv mitgewirkt hatte, berief ihn Staatspräsident Konstantin Päts zum ersten Rechtskanzler (Ombudsmann) in der estnischen Geschichte.
Nach der sowjetischen Besetzung Estlands wurde Palvadre am 14. Juni 1941 verhaftet und ins Innere der Sowjetunion verbracht. Er starb im Januar 1942 im „Besserungs- und Arbeitslager“ Sewurallag (Северо-Уральский исправительно-трудовой лагерь) in der Oblast Swerdlowsk. Am 28. Februar 1942 verurteilten ihn die sowjetischen Behörden postum zum Tode.

## Privatleben
Anton Palvadre war mit Gerta Palvadre verheiratet. Das Paar hatte zwei Töchter, Lea und Aime. Palvadres Frau und die Kinder wurden 1941 ins Innere der Sowjetunion deportiert. Sie lebten fünfzehn Jahre in der Oblast Kirow.
Der bekannteste der fünf Brüder Anton Palvadres war der kommunistische Politiker Jakob Palvadre (1889–1936). Er kandidierte 1919 für die Bolschewiki bei der Wahl zur Verfassungsgebenden Versammlung der Republik Estland (Asutav Kogu). 1920 ging er in die Sowjetunion und blieb dort führendes Mitglied der aus dem Exil operierenden Kommunistischen Partei Estlands. 1928 wurde er politisch an den Rand gedrängt. 1936 wurden ihm Trotzkismus und Spionage für die Republik Estland vorgeworfen. Jakob Palvadre wurde im Oktober 1936 in Leningrad hingerichtet.